# Konrad Duden

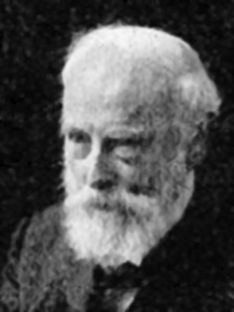
Konrad Duden

Konrad Alexander Friedrich Duden (Lackhausen bij Wesel, 3 januari 1829 – Sonnenberg bij Wiesbaden, 1 augustus 1911) was een Duits docent en lexicograaf die de grondslag legde voor een uniforme spelling van het Duits. Zijn naam leeft nog voort in die van de bekende Duden-woordenboeken.

## Leven
Konrad Duden werd in 1829 geboren als zoon van de grondbezitter en brandewijnstoker Johann Konrad Duden en Julia Monjé. Na zijn schooltijd aan het later naar hem genoemde Konrad-Duden-Gymnasium te Wesel begon hij in 1846 te Bonn aan een studie klassieke taal- en letterkunde, germanistiek en geschiedenis. Hij werd in 1854 huisleraar te Genua, was van 1859 tot 1869 als docent en conrector werkzaam aan een gymnasium te Soest, vervolgens tot 1876 als rector van een gymnasium te Schleiz en van 1876 tot 1905 te Bad Hersfeld. Na zijn pensioen in 1905 leefde hij tot zijn dood in Sonnenberg bij Wiesbaden, waar hij in 1911 stierf.
Duden formuleerde in 1871 zijn eerste spellingsregels, uitgaande van het fonetische principe, die hij in 1872 publiceerde in Die deutsche Rechtschreibung. Abhandlungen, Regeln und Wörterverzeichnis mit etymologischen Angaben. Hij nam in 1876 deel aan de eerste Duitse spellingsconferentie, die echter mislukte door tegenwerking van Otto von Bismarck. Uit Die deutsche Rechtschreibung kwam in 1880 zijn belangrijkste werk voort, het Vollständiges orthographisches Wörterbuch der deutschen Sprache. Duitsland, Oostenrijk-Hongarije en Zwitserland voerden Dudens spelling in 1902 officieel in. Pas in 1996 werd deze spelling weer gewijzigd.

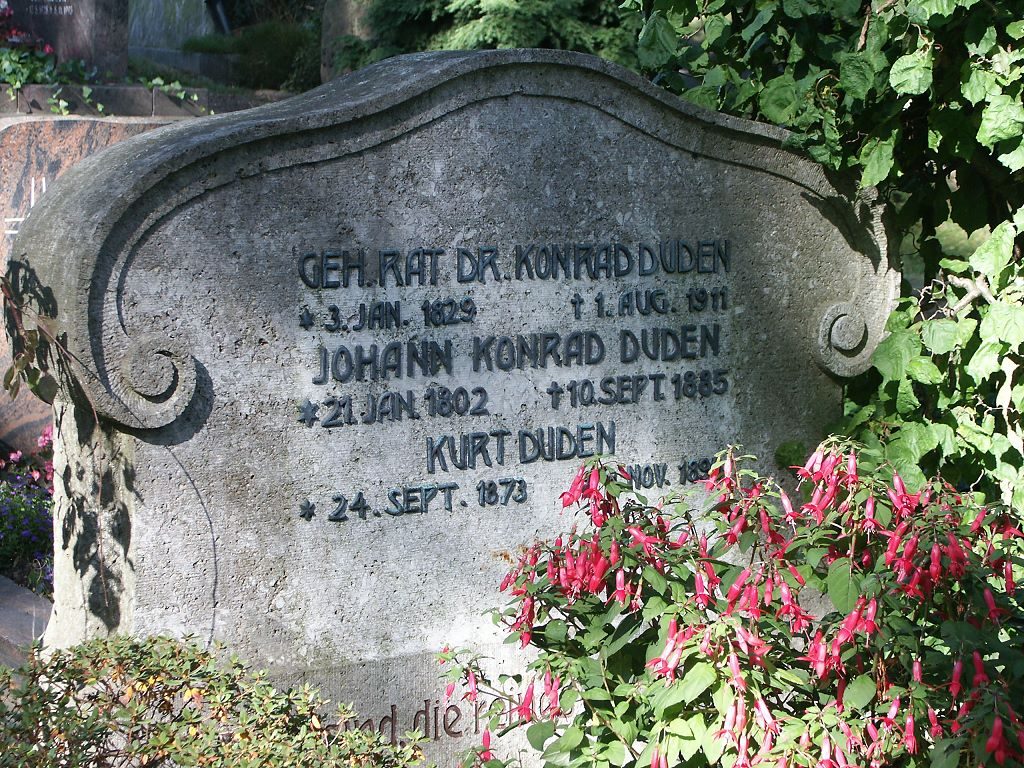
Dudens grafsteen te Bad Hersfeld

## Werk
- Anleitung zur Rechtschreibung, 1878 (2e druk)
- Die deutsche Rechtschreibung. Abhandlung, Regeln und Wörterverzeichnis, 1872 ("Schleizer Duden")
- Vollständiges orthographisches Wörterbuch der deutschen Sprache, 1880
- Etymologie der neuhochdeutschen Sprache, 1893